# Suzy Basile
Suzy Basile, née à Wemotaci (Nitaskinan / Mauricie, Québec, Canada), est professeure à l’École d’études autochtones de l’Université du Québec en Abitibi-Témiscamingue. Première femme atikamekw à obtenir un doctorat, elle est titulaire de la Chaire de recherche du Canada sur les enjeux relatifs aux femmes autochtones et directrice du Laboratoire de recherche sur les enjeux relatifs aux femmes autochtones - Mikwatisiw. Elle a été codirectrice de 2017 à 2019 du secteur de la recherche à la Commission d'enquête sur les relations entre les Autochtones et certains services publics: écoute, réconciliation et progrès (CERP), connue sous le nom Commission Viens.

## Biographie
Dans les années 1990, Suzy Basile complète un baccalauréat en anthropologie à l’Université Laval. En 1998, elle termine une maîtrise au sein du même département intitulé Le tourisme dans un contexte de prise en charge: Deux cas autochtones; Manawan (Canada) et Ilulissat (Groenland). Cette formation l'amène à occuper divers postes au sein d’organismes autochtones tels que directrice de l’Institut du développement durable des Premières Nations du Québec et du Labrador (IDDPQNL) ainsi que vice-présidente et représentante des femmes en milieu urbain chez Femmes autochtones du Québec (FAQ).
Elle constate alors l’absence de femmes autochtones dans les discussions entourant les enjeux environnementaux et décide de poursuivre un doctorat en sciences de l'environnement à l'Université du Québec en Abitibi-Témiscamingue sur ce sujet. Elle soutient sa thèse de doctorat, Le rôle des femmes atikamekw dans la gouvernance du territoire et des ressources naturelles, en 2016. Elle en tire trois constats majeurs : 1) la co-construction d’un formulaire de consentement est nécessaire afin de mettre en confiance les femmes atikamekws et qu’elles puissent exprimer librement leurs savoirs et sentiments ; 2) ces dernières désirent partager leurs savoirs afin qu’ils survivent aux transformations de leur territoire ancestral ; 3) la transmission des savoirs et des valeurs des femmes atikamekws se fait par le territoire et celui-ci doit donc être protégé.

### Carrière universitaire
Dès la fin de ses études doctorales en 2016, elle est engagée comme professeure à l’École d’études autochtones de l’Université du Québec en Abitibi-Témiscamingue où elle dirige le Laboratoire de recherche sur les enjeux relatifs aux femmes autochtones - Mikwatisiw. Dans le cadre de ses fonctions, elle est co-chercheuse à la Chaire-réseau de recherche sur la jeunesse du Québec et membre du comité directeur du Réseau de recherche et de connaissances relatives aux peuples autochtones (DIALOG). De 2019 à 2022, elle a été membre du Comité d'éthique et d'intégrité scientifique du Fonds de recherche du Québec - Société et culture (FRQSC). Elle est également membre du Comité d’éthique de la recherche de l’UQAT et membre-conseil pour le Groupe de référence sur les bonnes pratiques d'évaluation par les pairs pour la recherche autochtone. En 2020, elle devient titulaire de la Chaire de recherche du Canada sur les enjeux relatifs aux femmes autochtones. Elle a participé à la rédaction de guides de recherche pour différents organismes dont la Boîte à outils des principes de la recherche en contexte autochtone : éthique, respect, équité, réciprocité, collaboration et culture, les Lignes directrices en matière de recherche avec les femmes autochtones de Femmes autochtones du Québec et le Protocole de recherche de l'Assemblée des Premières Nations du Québec et du Labrador . Elle compte plus de soixante-quinze publications et plus d’une centaine d’entrevues dans les médias. 

### Implications
Lors de la Commission Viens, qui s’est penchée entre 2017 et 2019 sur le racisme systémique que subissent les Premières nations et les Inuit du Québec dans leurs rapports avec les services fournis par l’État, Suzy Basile a occupé le poste de codirectrice du secteur de la recherche. Après avoir siégé au Conseil d’administration du Fonds de recherche du Québec – Société et culture (FRQSC) de 2019 à 2022, elle copréside le Groupe de travail pour assurer le leadership des Peuples autochtones en recherche. À la suite du décès de Joyce Echaquan en septembre 2020, elle et Carole Lévesque du Réseau DIALOG ont mis sur pied une bourse d’étude de niveau maîtrise destinée à une étudiante autochtone dont les travaux de recherche vont dans le sens du Principe de Joyce.
Suzy Basile s’implique également à l’échelle internationale. Elle a participé au premier Sommet des femmes autochtones des Amériques tenu à Oaxaca de Juárez au Mexique en 2002 et à la première Rencontre internationale des peuples autochtones francophones tenue à Agadir au Maroc en 2006. Depuis 2019, elle est membre du groupe de travail du Conseil latino-américain des sciences sociales sur les peuples autochtones et les projets extractifs (CLACSO). Elle participe à deux éditions de la Greenland Science Week (2019 et 2023) et elle a coorganisé un séminaire à Ilisimatusarfik – University of Greenland, avec la contribution financière du Réseau DIALOG, en novembre 2023 intitulé « Indigenous women’s issue in Canada & Greenland 

## Publications et participations à des ouvrages scientifiques
- Basile Suzy. (1998). Le tourisme dans un contexte de prise en charge: Deux cas autochtones; Manawan (Canada) et Ilulissat (Groenland). Mémoire de maîtrise, Département d'anthropologie, Université Laval. 117 pages.
- Kistabish Bruno, Kistabish David, Mapache Tom et Rankin Steve. (2011). Entrevue: « On est les éternels oubliés » : les Abitibiwinniks de Pikogan. Recherches amérindiennes au Québec, 41 (1), 67-69. (Réalisée et rédigée par Basile S.).
- Asselin Hugo et Basile Suzy (2012). Éthique de la recherche avec les peuples autochtones. Qu'en pensent les principaux intéressés? Éthique publique, 14 (1).
- Membre du comité éditorial de la « Boîte à outils des principes de la recherche en milieu autochtone : Éthique, respect, équité, réciprocité, collaboration et culture » (2014).
- Basile Suzy. (2017). Le rôle des femmes atikamekw dans la gouvernance du territoire et des ressources naturelles. Thèse de doctorat, Sciences de l’environnement, Université du Québec en Abitibi-Témiscamingue.
- Basile Suzy, Asselin Hugo et Martin Thibault. (2017). Le territoire comme lieu privilégié de transmission des savoirs et des valeurs des femmes Atikamekw. Recherches féministes.
- Basile Suzy, Asselin Hugo et Martin, Thibault. (2017). Coconstruction of a data collection tool in an Indigenous context: A case study with Atikamekw women. ACME: An International Journal for Critical Geographies.
- Rivard Etienne., Desbiens Caroline, Basile Suzy et Guimond Laurie. (2017). Les régions carrefours du Moyen Nord comme laboratoires interculturels de nordicité. Recherches Sociographiques.
- Asselin Hugo. et Basile Suzy. (2018). Concrete ways to decolonize research. ACME: An International Journal for Critical Geographies, 17 (3), 643-650.
- Asselin Hugo. et Basile Suzy. (2018) Codirection d’un numéro spécial de la Revue électronique internationale de géographie critique (ACME). 17 (3).
- Basile Suzy. (2018). Préface. In C. Delisle  L'Heureux (Ed.), Les voix politiques des femmes innues face à l’exploitation minière. Québec : Presses de l'Université du Québec. 200 pages.
- Gentelet Karine., Basile, Suzy. et Asselin, Hugo. (2018) "We have to start sounding the trumpet for things that are working": An interview with Dr. Marlene Brant-Castellano on concrete ways to decolonize research. ACME: An International Journal for Critical Geographies.
- Basile, Suzy. et Brodeur-Girard, Sébastien. (2021) Codirection d’une publication sur le 4e séminaire sur l’éthique de la recherche avec les peuples autochtones (UQAT)
- Basile, S. (2022). Femmes autochtones et enjeux environnementaux. dans Maïka Sondarjee (Ed.), Perspectives féministes en relations internationales. Penser le monde autrement (pp. 53-60). Presses de l’Université de Montréal.
- Basile, Suzy. (2022). Introduction - Femmes autochtones: pour un retour à l'équilibre. Revue d'études autochtones. 51(2-3):191.http://dx.doi.org/ISSN+2564-4947
- Basile, Suzy, Asselin, Hugo, & Martin, Thibault. (2022). Perceptions des femmes Atikamekw de leur rôle et de leur place dans la gouvernance du territoire et des ressources naturelles. Revue d'études autochtones, 51(2-3), 9-19. https://doi.org/https://doi.org/10.7202/1097372ar
- Basile, Suzy et Bouchard, Patricia. (2022). Consentement libre et éclairé et stérilisations imposée de femmes des Premières Nations et des Inuit au Québec. Rapport final.76. Commission de la santé et des services sociaux des Premières Nations du Québec et du Labrador. https://files.cssspnql.com/s/oPVHFaKIp8uw5oF
- Basile, Suzy et Bouchard, Patricia. (2022). Free and informed consent and imposed sterilizations among First Nations and Inuit women in Quebec. Final report. 76. Commission de la santé et des services sociaux des Premières Nations du Québec et du Labrador. https://files.cssspnql.com/s/CGKiiNtINdTYkGF
- Maertens, Héloïse et Basile, Suzy (2022). L'implication politique des femmes autochtones au Québec. (Rapport ). Université du Québec en Abitibi-Témiscamingue. https://depositum.uqat.ca/id/eprint/1514
- Maertens, Héloïse et Basile, Suzy (2022). Political involvement of indigenous women in Quebec. https://depositum.uqat.ca/id/eprint/1515
- Nadon-Legault, Èva-Marie, Asselin, Hugo, & Basile, Suzy. (2022). Perceptions des femmes iiyiyuu-iinuu du programme de sécurité du revenu des chasseurs et piégeurs cris. Revue d'études autochtones, 51(2-3), 21-28. https://doi.org/10.7202/1097373ar
- Radu, Ioana et Basile, Suzy. (2022). L’autodétermination et les savoirs autochtones - Des clés pour l’adaptation aux changements climatiques. Dans Sandra Larochelle et Josselyn Guillarmou (dir.). État du Québec. Urgence climatique: agir sur tous les fronts. Somme toute / Le Devoir: 80-87.
- Basile, Suzy, Comat, Ioana et Cornellier, Frédérique (2023). L'accès aux services des sages-femmes pour les communautés autochtones au Québec. [Rapport de recherche]. Université du Québec en Abitibi-Témiscamingue. https://depositum.uqat.ca/id/eprint/1521
- Basile, Suzy, Comat, Ioana & Cornellier, Frédérique (2023). Access to midwifery services for Indigenous communities in Quebec. [Research Report]. Université du Québec en Abitibi-Témiscamingue. https://depositum.uqat.ca/id/eprint/1520
- Basile, Suzy, Comat, Ioana, Montambault, Patricia et Cardin, Sophie (2023). Consolidation du lien au territoire de femmes innues et atikamekw par la grossesse et l'accouchement. https://depositum.uqat.ca/id/eprint/1512
- Basile, Suzy, Comat, Ioana, Montambault, Patricia et Cardin, Sophie (2023). Consolidation of the connection to the land of Innu and Atikamekw women through pregnancy and childbirth. https://depositum.uqat.ca/id/eprint/1513
- Shaheen-Hussain, Samir, Lombard, Alisa et Basile, Suzy. (2023). Confronting medical colonialism and obstetric violence in Canada. The Lancet. 401: 1763-1765. https://doi.org/10.1016/S0140-6736(23)01007-3
- Basile, Suzy, Comat, Ioana et Cornellier, Frédérique (2023). L'accès aux services des sages-femmes pour les communautés autochtones au Québec. [Rapport de recherche]. Université du Québec en Abitibi-Témiscamingue. https://depositum.uqat.ca/id/eprint/1521
- Basile, Suzy, Comat, Ioana & Cornellier, Frédérique (2023). Access to midwifery services for Indigenous communities in Quebec. [Research Report]. Université du Québec en Abitibi-Témiscamingue. https://depositum.uqat.ca/id/eprint/1520